# Festa delle barche drago
La festa delle barche drago (龍船節T, 龙船节S, LóngchuánjiéP o 龍舟節T, 龙舟节S, LóngzhōujiéP), chiamata anche festa di Duanwu (端午節T, 端午节S, DuānwǔjiéP) o festa di Duen Ng (端陽节T, 端阳节S, DuānyángjiéP, lett. "festa dell'inizio dello yang") è una festa tradizionale cinese che si tiene il quinto giorno del quinto mese del calendario cinese; per questo è conosciuta anche come il Doppio quinto  o festa del Doppio cinque (重五節T, 重五节S, ChóngwǔjiéP) e si celebra da tempo anche in altre parti dell'Asia orientale. In Occidente, è nota comunemente come festa delle barche drago e si celebra tipicamente durante i mesi estivi, con le regate e le gare di barche drago che costituiscono il nucleo centrale delle manifestazioni.

## Origini della festa tra leggenda e storia
La festa di Duen Ng ebbe origine nell'antica Cina. Una concezione tradizionale sostiene che la festa commemori l'alto funzionario e poeta patriottico Qu Yuan (noto anche come Wut Yuen) (ca. 340 a.C.-278 a.C.) dell'antico stato di Chu (periodo dei regni combattenti). Qu Yuan si suicidò annegandosi nel fiume Miluo perché aveva scoperto che Chu, la sua amata patria, era stata sconfitta in una battaglia vitale contro lo stato rivale di Qin, perdendo così da quel momento la propria indipendenza. Gli abitanti del luogo, sapendo che era un uomo buono, si precipitarono a salvarlo remando a tutta forza a bordo di lunghe e strette canoe chiamate barche drago (龍船T, 龙船S, LóngchuánP). Per impedire ai pesci di divorarne il corpo, inoltre, essi gettarono loro del cibo e tentarono di allontanarli spaventandoli con il suono dei tamburi e con il rumore dei remi sbattuti in acqua. Da questi eventi sarebbe quindi nata la tradizione della festa, che prevede la corsa delle barche drago, accompagnate da gong e tamburi, in ricordo della tragica sorte di Qu Yuan. Durante la festa, inoltre, si consumano involtini di riso chiamati zongzi (粽子S), che simboleggiano il cibo gettato in acqua per nutrire i pesci.
Tuttavia, la ricerca storica ha rivelato che la festa è probabilmente anche una celebrazione caratteristica dell'antica società agricola cinese, legata al raccolto del grano invernale, poiché celebrazioni simili esistevano da tempo in molte altre parti della Cina dove Qu Yuan non era conosciuto. In alternativa alcuni ritengono che la festa derivi dalle antiche usanze legate al solstizio d'estate, e altri ancora che sia una forma di venerazione del totem del drago, dispensatore di pioggia, praticata nell'antichità dagli abitanti delle zone lungo il Fiume Azzurro. Quando le interazioni tra i Cinesi residenti in regioni diverse aumentarono, queste feste simili finirono con il fondersi tra loro.
Nei primi anni della Repubblica di Cina, il Duen Ng era celebrato anche come il "Giorno dei Poeti", in omaggio alla fama di Qu Yuan, il primo grande poeta della storia cinese.

## La festa al giorno d'oggi

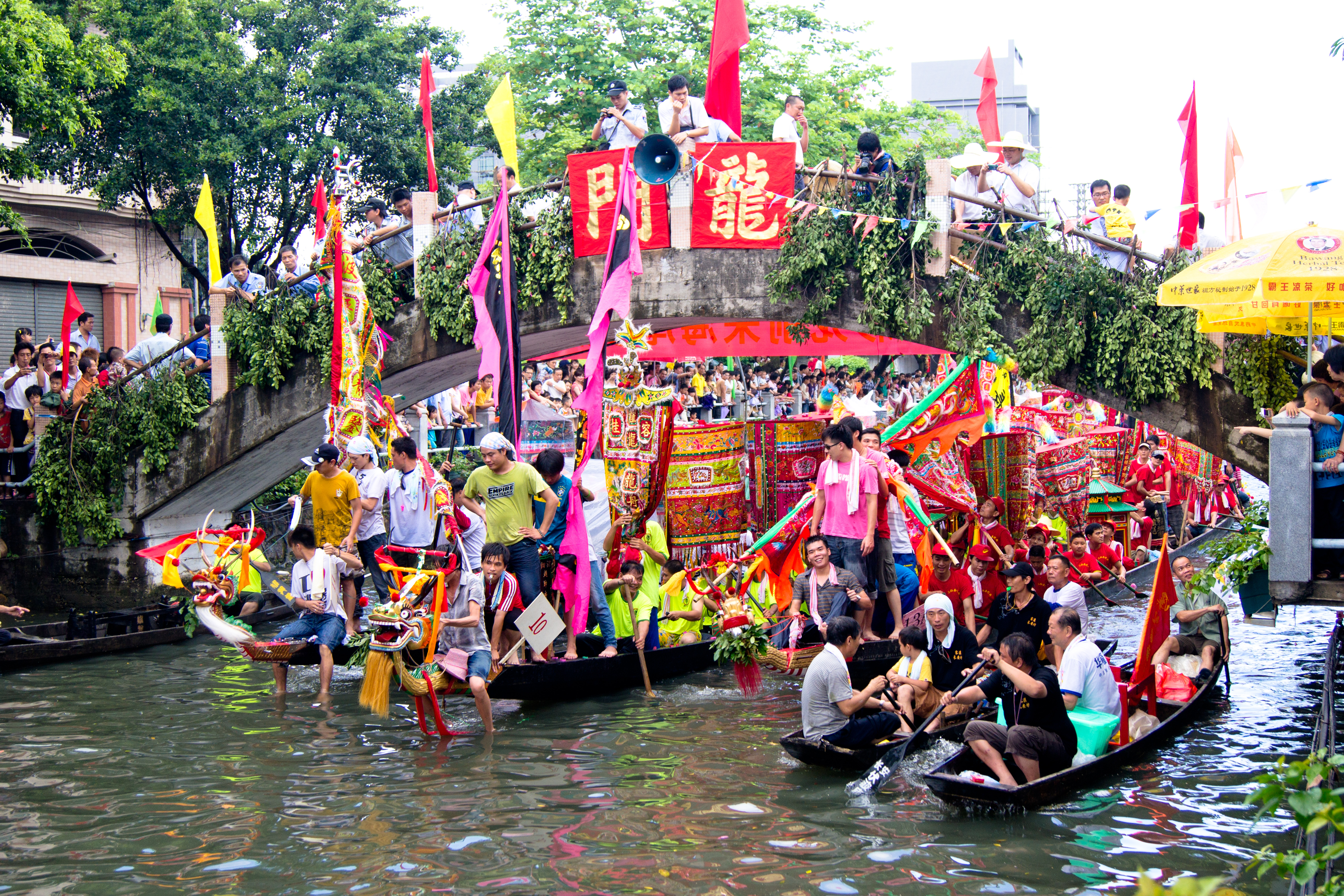
Gara delle barche drago a Shunde, Foshan, 2011. Numerose sono le barche che attraversano la porta del drago

Consumare gli zongzi costituisce l'usanza più importante della festa delle barche drago. Chiamati anticamente jiaoshu, gli zongzi sono fagottini di foglie di canna farciti di riso glutinoso, di forma conica o a cuscinetto, legati con una cordicella, che si fanno cuocere al vapore. Gli zongzi, preparati con cura la sera alla vigilia della festa, oltre ad essere la principale specialità gastronomica, sono anche doni da scambiarsi tra amici e parenti durante le visite della festa. Altre specialità locali consumate nel corso della festa nelle varie parti del paese, sono ad esempio le uova salate di anatra ed il vino di realgar i quali, secondo le credenze popolari, sarebbero in grado di scacciare le influenze nefaste.
Altre usanze riguardano la decorazione della casa. Il giorno della festa alle porte delle case si appendono rametti di artemisia e di tifa, entrambe erbe medicinali, che servono sia per scongiurare le influenze maligne, sia per prevenire e curare le malattie che possono facilmente insorgere al principio dell'estate, a causa del clima umido e della diffusione degli insetti nocivi. I bambini, inoltre, ricevono vari portafortuna da indossare: fili di seta di cinque colori, simbolo di longevità, una borsetta ricamata a forma di tigre o di zucca, piena di aromi, da portare al collo, scarpe a forma di testa di tigre per i piedini e sul petto una pettorina con una tigre ricamata.
Nelle zone lungo il corso medio-inferiore del Fiume Azzurro, nella Cina meridionale, le gare delle barche-drago costituiscono una delle usanze più importanti della festa e, secondo la tradizione, ricordano la corsa disperata delle barche dei locali per tentare di salvare Qu Yuan dall'annegamento. Le gare si svolgono ogni anno nei fiumi e nei laghi e vedono la partecipazione di cinquanta-sessanta battelli, la cui prua reca scolpita nel legno una testa di drago dai colori vistosi e di vario aspetto. Si tratta di grandiosi spettacoli, pieni di colori e di suoni: accompagnati dal ritmo assordante di gong e tamburi, i battelli si rincorrono, tra lo sventolio delle bandiere variopinte e le urla eccitate della folla assiepata sulle rive,  segnando il momento culminante della festa.

## Elenco delle date
Come accennato, la festa delle barche drago si tiene il quinto giorno del quinto mese del calendario cinese.
| Anno e giorno | Anno e giorno | Anno e giorno | Anno e giorno | Anno e giorno | Anno e giorno |
| ------------- | ------------- | ------------- | ------------- | ------------- | ------------- |
| 2000          | _             | 2010          | 16 giugno     | 2020          | 25 giugno     |
| 2001          | _             | 2011          | 6 giugno      | 2021          | 14 giugno     |
| 2002          | _             | 2012          | 23 giugno     | 2022          | 3 giugno      |
| 2003          | _             | 2013          | 12 giugno     | 2023          | 22 giugno     |
| 2004          | 22 giugno     | 2014          | 2 giugno      | 2024          | 10 giugno     |
| 2005          | 11 giugno     | 2015          | 20 giugno     | 2025          | 31 maggio     |
| 2006          | 31 maggio     | 2016          | 9 giugno      | 2026          | _             |
| 2007          | 19 giugno     | 2017          | 30 maggio     | 2027          | _             |
| 2008          | 8 giugno      | 2018          | 18 giugno     | 2028          | _             |
| 2009          | 28 maggio     | 2019          | 7 giugno      | 2029          | _             |